# 1662 Hoffmann
1662 Hoffmann è un asteroide della fascia principale. Scoperto nel 1923, presenta un'orbita caratterizzata da un semiasse maggiore pari a 2,7412794 UA e da un'eccentricità di 0,1728873, inclinata di 4,24332° rispetto all'eclittica.
L'asteroide è dedicato a Irmtraud Hoffmann, nuora dello scopritore.